# الدرومي (الكمبري)
الدرومي (باللاتينية: Drumian)، وهي ثاني مرحلة من فترة المياولينغي والسادسة من الكامبري، حيث امتدت من ≈ 504.5 إلى≈ 500.5 مليون سنة مضت، لمدة 4 مليون سنة تقريبا.

## المقطع النموذجي
تم تعريف نقطة ومقطع طبقة الحدود العالمية (GSSP) في «قطاع درومي» (39°30′42″N 112°59′29″W / 39.5117°N 112.9915°W) في جبال دروم، ميلارد، يوتا، الولايات المتحدة. وقد سميت أيضا هذه المرحلة نسبة إلى جبال دروم. وهذا القطاع نتوء من تكوين ويلر، وهي سلسلة من الطفل الجيري. القاعدة الدقيقة للدرومي عبارة عن صفائح حجر جيري على ارتفاع 62 متر من قاعدة تكوين ويلر.

## الطبقات الحيوية
تم تعريف قاعدة الدرومي بأول ظهور لثلاثية الفصوص تايشاغنوستوس اتافوس (الاسم العلمي: Ptychagnostus atavus) منذ 504.5 مليون سنة. وتم تعريف الحد العلوي بأول ظهور لثلاثية الفصوص ليجوبايغ لافيغاتا (الاسم العلمي: Lejopyge laevigata) منذ 500.5 مليون سنة.